# Bythinella walkeri
Bythinella walkeri е вид охлюв от семейство Hydrobiidae.

## Разпространение и местообитание
Този вид е разпространен в България.
Обитава сладководни басейни и реки.